# Tomales, California
Tomales, California (енгл. Tomales) насељено је место без административног статуса у америчкој савезној држави Калифорнија.

## Демографија
По попису из 2010. године број становника је 204, што је 6 (-2,9%) становника мање него 2000. године.
| Група             | 2000.       | 2010.       |
| Белци             | 198 (94,3%) | 184 (90,2%) |
| Афроамериканци    | 1 (0,5%)    | 0 (0,0%)    |
| Азијати           | 3 (1,4%)    | 4 (2,0%)    |
| Хиспаноамериканци | 5 (2,4%)    | 9 (4,4%)    |
| Укупно            | 210         | 204         |